# 노루즈

NowRouz

노루즈(페르시아어: نوروز, nouˈɾuːz, 문화어: 이란새해)는 이란의 양력설이며 전통적인 축제이다. 또, 노루즈는 페르시아의 양력설을 가리키는 용어로도 널리 알려져 있다.노루즈는 4월 1일에 해당하는 태양력의 첫날로, 새해의 시작을 축하하는 날이자 고대 이란에서 남겨진 가장 오래된 축하 행사 중 하나입니다. 노루즈의 기원은 고대 이란에 있으며 아시아와 세계의 다른 지역의 넓은 지역에서 기념됩니다. Nowruz 축하 시간은 춘분과 봄 시즌의 시작입니다.
이란 뿐 아니라 크림 타타르인, 알바니아, 튀르키예, 조지아, 아제르바이잔, 아르메니아, 쿠르드인, 타타르인과 일부 시베리아 지역, 카자흐스탄, 위구르족, 우즈베키스탄, 타지키스탄, 아프가니스탄, 키르기스스탄, 투르크메니스탄, 파키스탄 북부의 발루치인 등 튀르크계 민족과 이란계 민족들도 이 축제와 행사를 하고 있다.

## 같이 보기
- 국제 노루즈의 날
- 춘분